# Elkalyce kala
Elkalyce kala är en fjärilsart som beskrevs av De Nicéville 1890. Elkalyce kala ingår i släktet Elkalyce och familjen juvelvingar. Inga underarter finns listade i Catalogue of Life.